# قائمة قلاع وحصون السعودية

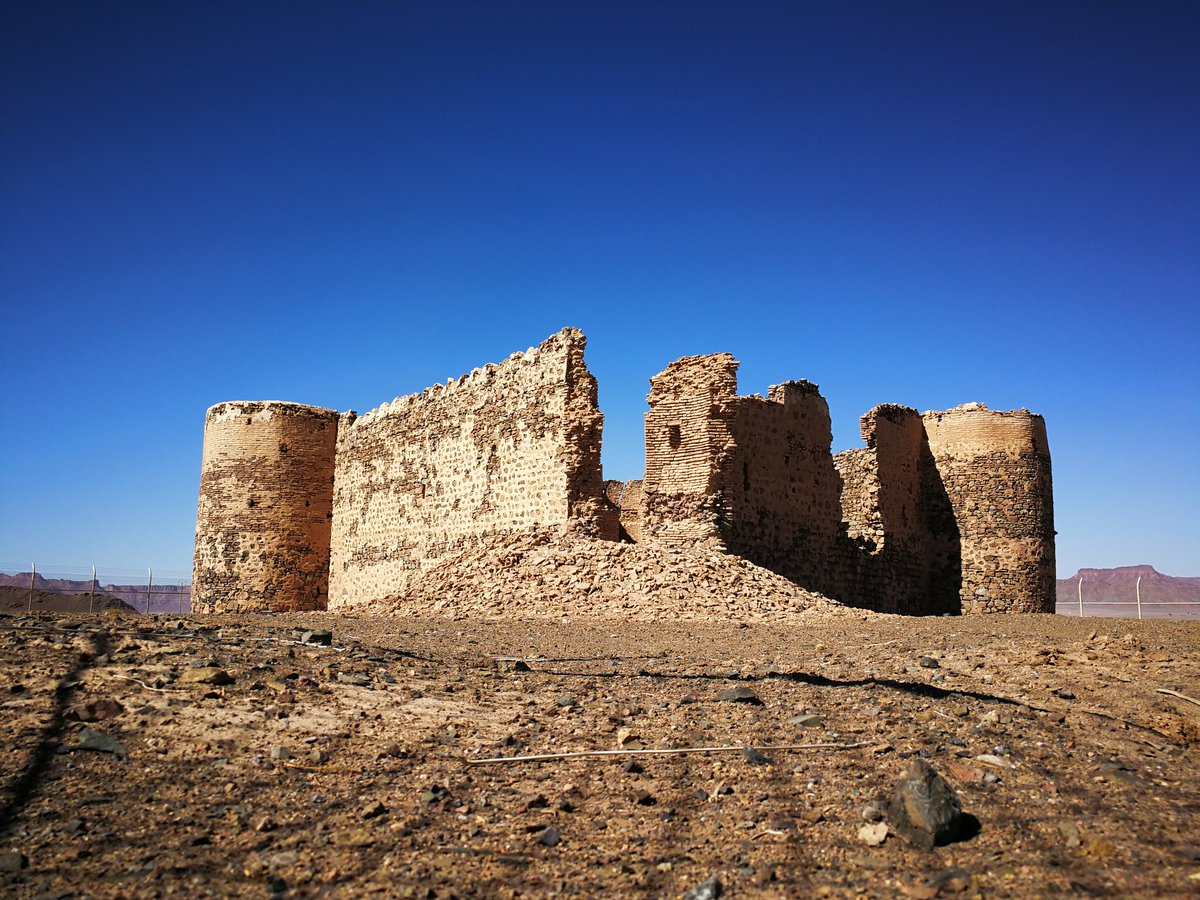
قلعة الفقير

هذه قائمة بالقلاع والحصون في السعودية:
- قلعة أبو عريش
- قصر إبراهيم بن هشام
- قصر إبراهيم
- حصن الأبلق
- قلعة ابن رشيد
- قصر ابن سمحان
- حصن ابن ماه
- قلعة أبو عريش
- قلعة أبي
- قلعة أجياد
- حصون الأحساء
- بيوت الأدارسة
- قلعة الأزلم
- قصر إسماعيل بن الوليد
- قلعة أعيرف
- قصر أم قصير
- قصر الإمارة
- قصر البجيدي
- قلعة بدر الجنوب
- قصر برزان
- بيت البسام
- حصن بلدة حرملة
- سد البنت
- حصون بني قريضة
- حصون بني قينقاع
- قَصْرُ بني جُدَيْلة
- قصر بني يوسف مولى عثمان
- قلعة تاروت
- قلعة تبوك
- قصور تيماء
- قلعة جبل الصعيدي
- بيت الجشي
- بيت الحجاج
- سد الحصيد
- قصر الحكم
- قصر الحمراء
- قصر خزام (الأحساء)
- قصر خزام (جدة)
- قصر خزام
- قلعة الخطم
- قصر خل
- حصون خيبر
- قلعة الدمام
- قلعة الدوسرية
- قصر الرسلانية
- قصر الرضم
- حصن قلعة الزبير
- قلعة الزريب
- قلعة زعبل
- قصر سعد بن أبي وقاص
- قصر سعيد بن العاص
- قصر السقاف
- قصر سكينة بنت الحسين
- حصن السلالم
- قصر السلماني
- قصر سلوى
- برج الشنانة
- قلعة شنقل
- قصر صاهود
- حصن الصعب بن معاذ
- قصور صفينة
- قلعة ضبا
- سور الطريف
- برج الطوية
- قصر طويق
- قصر العبيد
- القلعة العثمانية
- قصر عروة بن الزبير
- قلعة عسفان
- قصر عنبسة
- قصر العوارض
- مرقب العولة
- قصر غياض
- حصن غيرف
- حصن الفرع
- قصر الفصاصمه
- قصر فندي
- قلعة القشلة (القوز)
- قلعة القشلة (جدة)
- قصر القشلة (حائل)
- قلعة القطيف
- حصن القموص
- قصر كاف
- قصر كعب بن الأشرف
- قلعلة لعلع
- قلعة لقمان
- قلعة مارد
- قصر محمد بن عبد الوهاب الفيحاني
- قلعة مدائن صالح
- قصر المذرعية
- قصر المذهن
- قصرالمراجل
- قصر المربع
- قصر مرحبا
- قلعة المرقب
- قصر المصمك
- قلعة المعظم
- قلعة الملك عبد العزيز (حقل)
- قلعة الملك عبد العزيز (ضباء)
- قلعة موسى بن نصير
- قلعة المويلح
- حصن ناعم
- حصن نجران
- حصن النزار
- قصر هشام
- قلعة هندي
- قلعة وادرين
- قصور وادي العقيق
- قلعة الوجه
- قصر الوسيعة
- حصن الوطيح
- قصر اليمامة